# Paramesotriton deloustali
Paramesotriton deloustali é uma espécie de anfíbio caudado pertencente à família Salamandridae. Endêmica do Vietnã.